# بفلوکساتون
بفلوکساتون (به انگلیسی: Befloxatone) با فرمول شیمیایی C۱۵H۱۸F۳NO۵ یک ترکیب شیمیایی با شناسه پاب‌کم ۶۰۸۲۴ است. که جرم مولی آن ۳۴۹٫۳۰۲۳۳ g/mol می‌باشد. 